# Leone Passiano
Leone Passiano (... – 22 giugno 1017) fu un generale bizantino inviato dal Catapano d'Italia Tornicio Contoleone a combattere il ribelle longobardo Melo di Bari nel 1017. Non va confuso con l'altro Passiano ucciso nella prima ribellione di Melo mentre combatteva i Saraceni sotto Ismaele di Montepeloso.
Passiano si scontrò con Melo sulle rive del Fortore ad Arenula. La battaglia ebbe esito incerto (secondo Guglielmo di Puglia) o fu vinta da Melo (secondo Leone di Ostia). Tornicio prese allora il comando delle truppe e le condusse in un secondo scontro presso Civita. Questa seconda battaglia fu una vittoria per Melo, anche se Lupo Protospata e l'Anonimo Barese riportano una sconfitta. Passiano fu ucciso in questa battaglia.